# Colle del Melogno
Il colle del Melogno (1028 m s.l.m.) è un valico delle Alpi Liguri situato nella Provincia di Savona. Collega la città di Finale Ligure, nella riviera ligure di ponente, al comune di Calizzano in val Bormida, e quindi al Piemonte tramite la Val Tanaro.

## Geografia, ambiente e trasporti
Il valico è collocato sulla catena principale alpina tra il Monte Settepani e il Bric Merizzo. Sul suo versante nord si trovano estese faggete, tra cui la Foresta demaniale della Barbottina, con faggi secolari di altezza superiore ai 50 metri e che viene considerata una delle più belle d'Italia. Accanto al faggio crescono la betulla, il pino silvestre, l'acero montano e il frassino maggiore.
Il colle del Melogno è raggiungibile percorrendo la ex strada statale 490 del Colle del Melogno, ora SP 490. Il colle è un terminale di tappa dell'Alta via dei Monti Liguri. Secondo la classificazione SOIUSA il valico separa il Gruppo del Monte Settepani dal Gruppo del Monte Carmo..

## Storia
Il valico ha sempre rappresentato una grande importanza strategica. Nel 1795 fu teatro di una battaglia tra l'esercito occupante francese, comandato dal Generale Andrea Massena, e l'Esercito Austriaco, che riuscì a riconquistare il colle.
Sul valico sono tuttora presenti le Fortezze della Piazza Militare del Melogno (detto anche "Sbarramento del Melogno"), realizzata nel 1883-1895 dal Regio Esercito Italiano per difendere l'accesso del Passo: accanto al Forte Centrale del Melogno - che occupa la depressione del valico - sorgono il Forte Tortagna, il Forte Settepani (zona militare) e la Batteria di Bricco Merizzo.
27 novembre 1944: 17 Alpini della Repubblica Sociale Italiana, Battaglione Cadore, Divisione Monte Rosa, vennero catturati e giustiziati da partigiani della 5ª Brigata Garibaldi.

## Tutela naturalistica
Il valico e l'area circostante fanno parte del SIC (Sito di importanza comunitaria) denominato Monte Carmo - Monte Settepani (codice: IT1323112).